# Maribyrnong City
Maribyrnong City is een Local Government Area (LGA) in Australië in de staat Victoria. Maribyrnong City telt 71.635 inwoners. De hoofdplaats is Footscray.

## Stadsdelen
- Braybrook
- Footscray
- Kingsville
- Maidstone
- Maribyrnong
- Seddon
- Tottenham
- West Footscray
- Yarraville